# Markus Thalmann
Markus Thalmann (* 1964) ist ein österreichischer Mediziner und Herzchirurg.

## Karriere
Thalmann ist Oberarzt, Facharzt für Chirurgie und Zusatzfacharzt für Herzchirurgie sowie Zusatzfacharzt für Gefäßchirurgie am Herzzentrum im Krankenhaus Hietzing in Wien. Markus Thalmann ist außerdem begeisterter Marathonläufer. Er nahm regelmäßig am Spartathlon teil und gewann diesen Lauf 2003. 2002, 2004 und 2008 wurde er Zweiter und 2005 und 2012 Dritter. Weiter hält er den österreichischen Rekord im 100-km-Straßenlauf mit 6:57:26 h, aufgestellt 2001 in Wien.

## Bekanntheit
Bekannt wurde Thalmann durch eine Operation am 3. Mai 1998, als er am Landeskrankenhaus Klagenfurt als Oberarzt ein vierjähriges Mädchen rettete, das mehr als eine halbe Stunde unter Wasser gewesen war. Über die Grenzen Österreichs hinaus wurde der Fall bekannt, weil die Medikation und Instrumentierung, die nur für Erwachsene entwickelt war, teilweise während des Eingriffs an Kleinkind-Maße angepasst werden musste. Im Jahr 2011 entstand mit Das Wunder von Kärnten ein Fernsehfilm über diese Operation, die vom ZDF und vom ORF 2 ausgestrahlt wurde. Thalmann wurde von Ken Duken dargestellt.

## Auszeichnungen
- 2014: Großes Goldenes Ehrenzeichen des Landes Kärnten[5]